# Sebastià Casanovas i Canut
Sebastià Casanovas i Canut (Sant Pere Pescador, Alt Empordà, 10 de març de 1710 - Palau-saverdera, Alt Empordà, anteriorment a 1767), fou un pagès empordanès que escrigué unes memòries que apleguen notícies familiars i del món rural però també fets i institucions de l'època. Així mateix mostra com afrontà les dificultats personals i els problemes econòmics familiars i la forma com aconseguí recompondre, en bona part, la casa i hisenda familiar. Aquest manuscrit ha esdevingut un text de referència per a estudiosos del segle xviii català.

## Biografia
Les dades biogràfiques que es coneixen de Sebastià Casanovas són les proporcionades per ell mateix al seu manuscrit. Quan tenia nou anys, el seu pare s'exilià pel seu compromís amb la causa de l'arxiduc Carles com a pretendent a la corona d'Espanya. Per alleugerir la càrrega familiar, en Sebastià, que tenia nou anys, passà a viure amb els avis paterns a Sant Pere Pescador. Els avis, en veure la intel·ligència d'aquell noi, li proporcionaren una educació molt per sobre dels infants del seu entorn. Arribà a llegir i traduir Ciceró. El retorn del seu progenitor estroncà aquesta etapa d'estudi i formació. A tretze anys, el seu pare, que havia malversat la major part de la seva hisenda, el posà a treballar. També li feu desaparèixer els seus llibres per por que valgués marxar de casa per estudiar.
La fam i la mala vida que hi havia a casa seva el va decidir, amb vint anys, a unir-se a una colla de mossos que treballaven per masos i molins de l'Empordà. Tot i que mesurà com de greument endeutada estava casa seva, finalment hi retornà per fer-se'n càrrec. El 1736 es casà amb una noia molt pobre de Llançà. La seva fou una vida de treball i accions adreçades a anar recomponent el seu mas, actuant amb habilitat quan calia.
Al final del manuscrit tot sembla indicar que havia assolit el seu objectiu de vida. Així com la consideració dels seus convilatans per on havia arribat pel seu treball i constància.

## Memòries d'un pagès empordanès delseglexviii: el manuscrit
En localitzar-se el manuscrit, conservat pels seu descendents, era en mal estat i mutilat. En estar paginat, queden evidents les mancances que té. També sembla que el text continuava més enllà de la pàgina 162, on s'interromp, En mig del text hi han inserits diversos documents.
Les memòries de Sebastià Casanovas, escrites majorment a la nit en plegar de treballar, són adreçades als seus hereus. O sia, als continuadors de la casa com element d'estabilitat i referència familiar. Tenen un gran contingut biogràfic del seu autor, cosa poc corrent en aquest tipus de llibres i dietaris.
Per una banda, el text mostra com la seva casa caminà vers la desfeta per culpa del seu pare, les dissensions i cobdícies familiars i el maltractament patit per sa mare. Suposadament, Casanovas volia justificar als seus hereus la situació coetània del mas i per què s'havia perdut bona part de l'important patrimoni que havia tingut en altres temps. Hi descriu com, amb durs treballs i esforços, ell havia aconseguit refer bona part dels bens familiars. Les memòries, a més, aporten una valuosa informació de la societat rural catalana en la llarga etapa d'estretors i repressió posterior a la guerra de Successió.
La seva narració ofereix una visió de la vida quotidiana de la pagesia empordanesa del Barroc. També ofereix una visió, a l'escala familiar i personal, dels esdeveniment polítics, econòmics i jurídics a través de la informació del context social i familiar de Casanovas, així com la complexitat del sistema de propietat agrària. Fa un retrat de la vida quotidiana dels pagesos, de les noves classes dirigents borbòniques i també a nivell local. I descriu altres fets, com ara les conseqüències econòmiques i socials dels nous impostos.
L'escrit de Casanovas i Canut és una font per conèixer la llengua catalana dels seus dies. Conté un vocabulari ric i viu, amb presència de castellanismes. S'hi troben termes genuïns i abundants refranys i dites.

## Obra
- Memòries d'un pagès del segle XVIII Barcelona , Curial i Universitat de Barcelona, 1978.,

- El manuscrit de Palau-Saverdera. Memòries d'un pagès empordanès del segle XVIII. Figueres: Carles Vallès, 1986. Introducció de Jordi Geli i Maria Àngels Anglada,